# Syracuse Mets
Syracuse Mets är en professionell basebollklubb i Syracuse i delstaten New York i USA. Klubben spelar i International League, en farmarliga på den högsta nivån (AAA) under Major League Baseball (MLB). Moderklubb är New York Mets. Klubbens hemmaarena är NBT Bank Stadium.

## Historia
Klubben grundades 1961 och fick smeknamnet Chiefs efter två andra klubbar som var verksamma i staden 1934–1957. Klubben spelade redan från början i International League. MacArthur Stadium var klubbens dåvarande hemmaarena och första moderklubb var Minnesota Twins, men man bytte moderklubb ganska frekvent fram till dess att man fick Toronto Blue Jays som moderklubb 1978. Denna relation varade i 31 år, till och med 2008, varefter Washington Nationals tog över till och med 2018. Sedan 2019 är New York Mets moderklubb efter att ha köpt klubben i november 2017.
1997, samtidigt som man flyttade in i den nuvarande hemmaarenan, bytte klubben smeknamn till SkyChiefs, men efter tio år bytte man tillbaka till det gamla smeknamnet Chiefs igen. När New York Mets tog över som moderklubb 2019 bytte klubben smeknamn till Mets och antog samtidigt samma färgschema i logotyper och matchdräkter som moderklubben.
Klubben har tre gånger vunnit ligamästerskapet Governors' Cup – 1969, 1970 och 1976. Man har spelat i ytterligare sex finaler – 1964, 1974, 1975, 1979, 1989 och 1994. 1970 vann man även Junior World Series över mästarna i American Association.